# Gagnefs kyrka
Gagnefs kyrka är en kyrkobyggnad i Gagnef. Den är församlingskyrka i Gagnefs församling i Västerås stift. 

## Kyrkobyggnaden
Den första kyrkan i Gagnef var i trä och byggdes på nuvarande kyrkplatsen under senare hälften av 1200- eller första hälften av 1300-talet. Grunden till denna upptäcktes vid en renovering av den nuvarande kyrkan 1916. Delar av den gamla grunden bildar grund åt den nuvarande kyrkan.
Kyrkan utvidgades vid ett flertal tillfällen under 1400-, 1500- och 1600-talen. Efter stora förändringar 1766-1771 kom kyrkan att få ungefär det utseende det har idag. Då hade man rivit hela gamla kyrkans väggar och byggt upp helt nya. Gapskullen och klockstapeln avskaffades. 1828 tillkom tornets lanternin och 1853 tornuret. 1916 byttes bänkarna ut och 1963 fick långhuset koppartak istället för spåntak.
Korfönstren har glasmålningar från 1954 utförda av Anders Gabrielsson, med teman från bibelorden "Låten barnen komma till mig och förmenen dem det icke" (Matt 19:14/Mark 10:14/Luk 18:16) respektive "Kommen till mig I alle som arbeten och ären betungade" (Matt 11:28). Mellan korfönstren finns ett lunettfönster som färgsattes i samband med renoveringen 1916 under ledning av arkitekten Rudolf Arborelius. Koret försågs med glasmålningar av Ottilia Adelborg. Hon skapade samma år även en predella som underlag åt altarskåpet. Altaret är i trä och ett flyttbart altare tillkom 2004.
Dopfunten är från 1979 och huggen i sandsten av Erik Sand. En av kyrkans tidigare dopfuntar finns i Mockfjärds kyrka. Predikstolen är i gustaviansk stil och tillverkad av Hans Mohson 1789. Kyrkkronorna är från 1963, men gjorda i gammal stil.

## Inventarier
På altaret står en triptyk från slutet av 1400-talet, troligen svensktillverkat efter tysk modell, restaurerat 1892. Centralt i skåpet är Nådastolen, som visar Guds uppenbarelse i form av Treenigheten (Gud Fader håller korset med Kristus i sina armar, och ned över Kristus huvud sänker sig Den Helige Ande i en duvas skepnad). Andra motiv är bland andra Paulus, Petrus och Maria Magdalena.
Nattvardskalken och patén i silver är från 1954. Oblatasken i silver göts om 1815 från en tidigare ask från 1672. Altarkorset i silver, bergkristall och rubiner tillkom 1969.

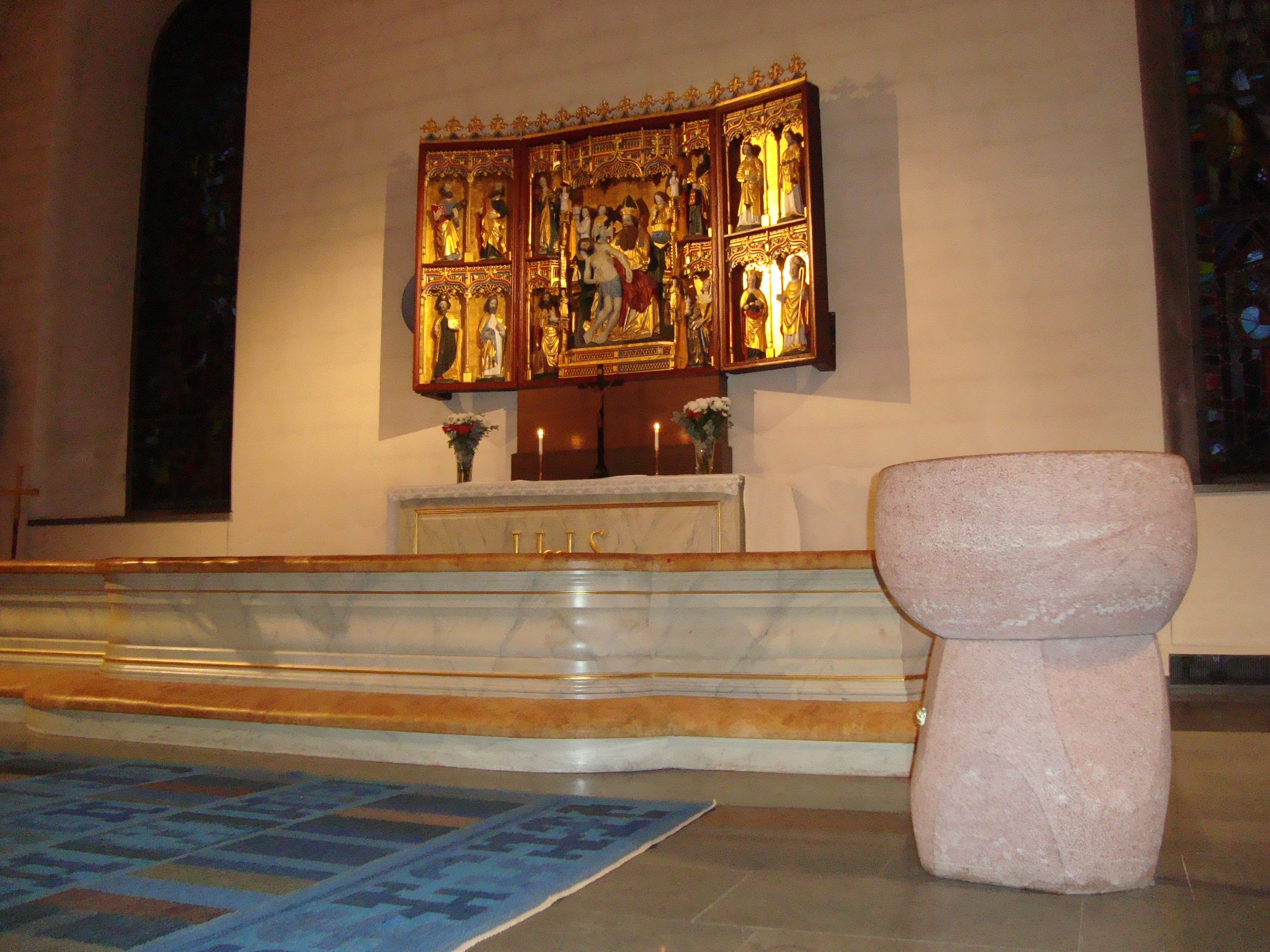
Dopfunt, högaltare och altarskåp
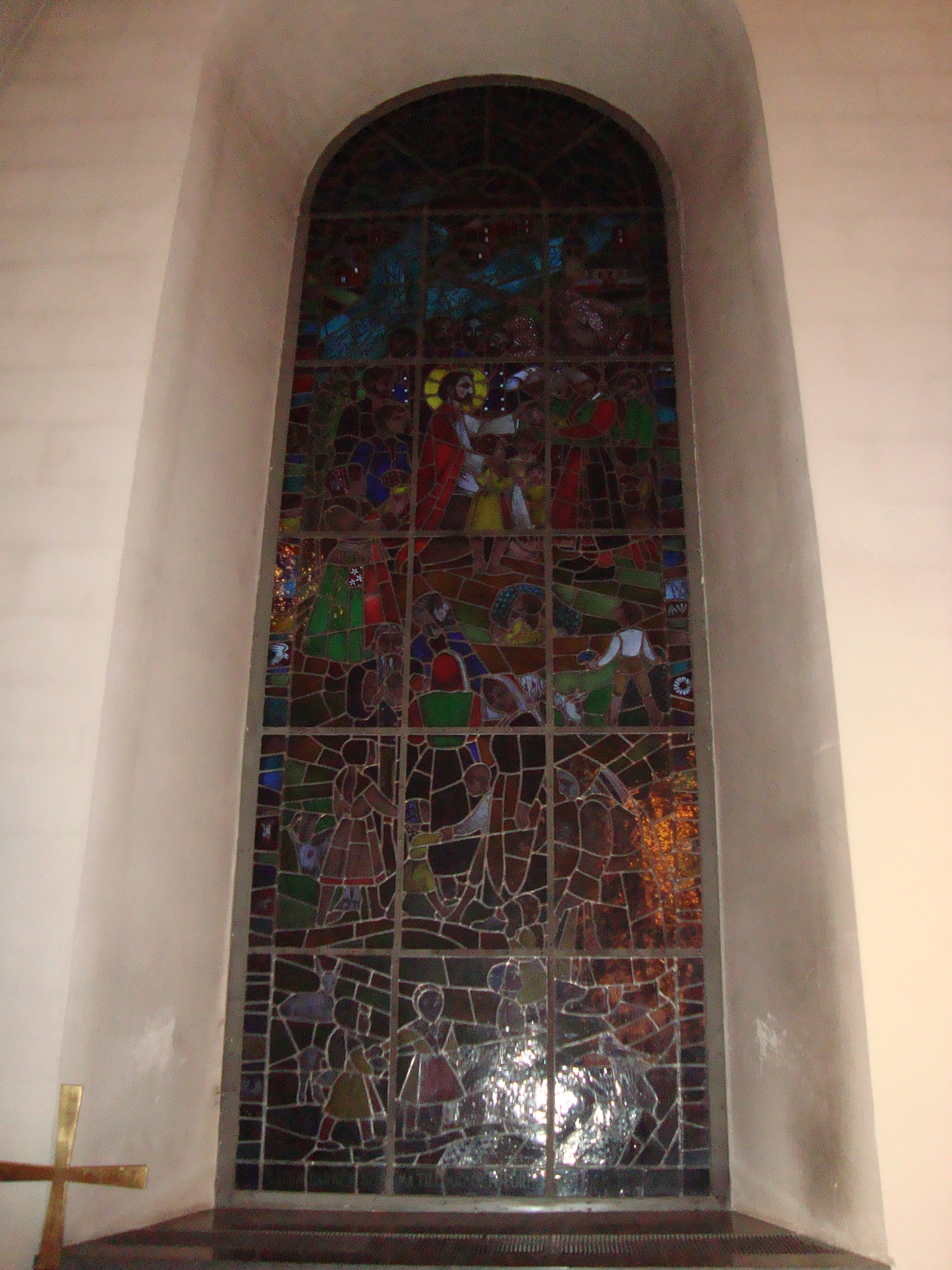
Korfönster
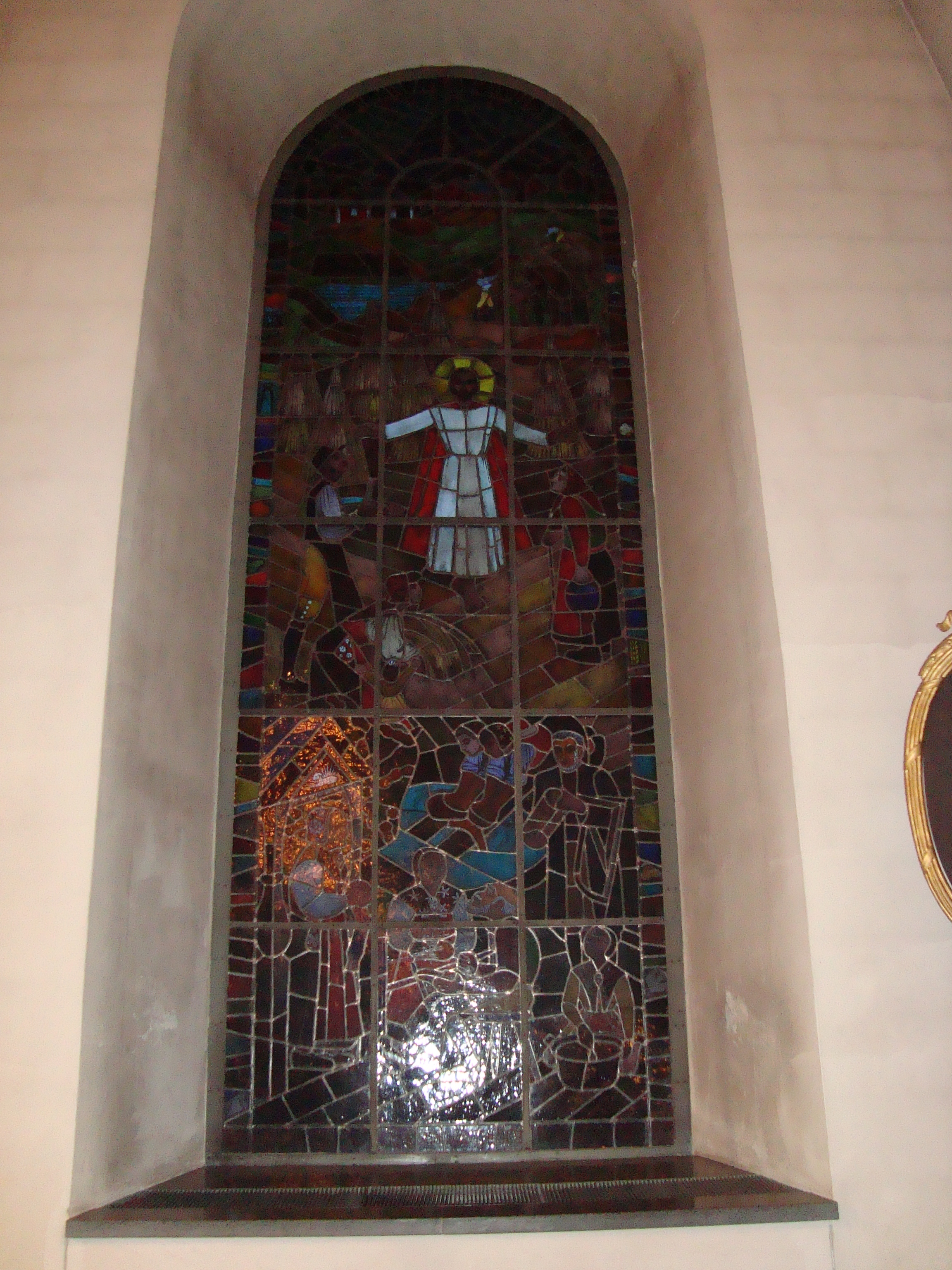
Korfönster
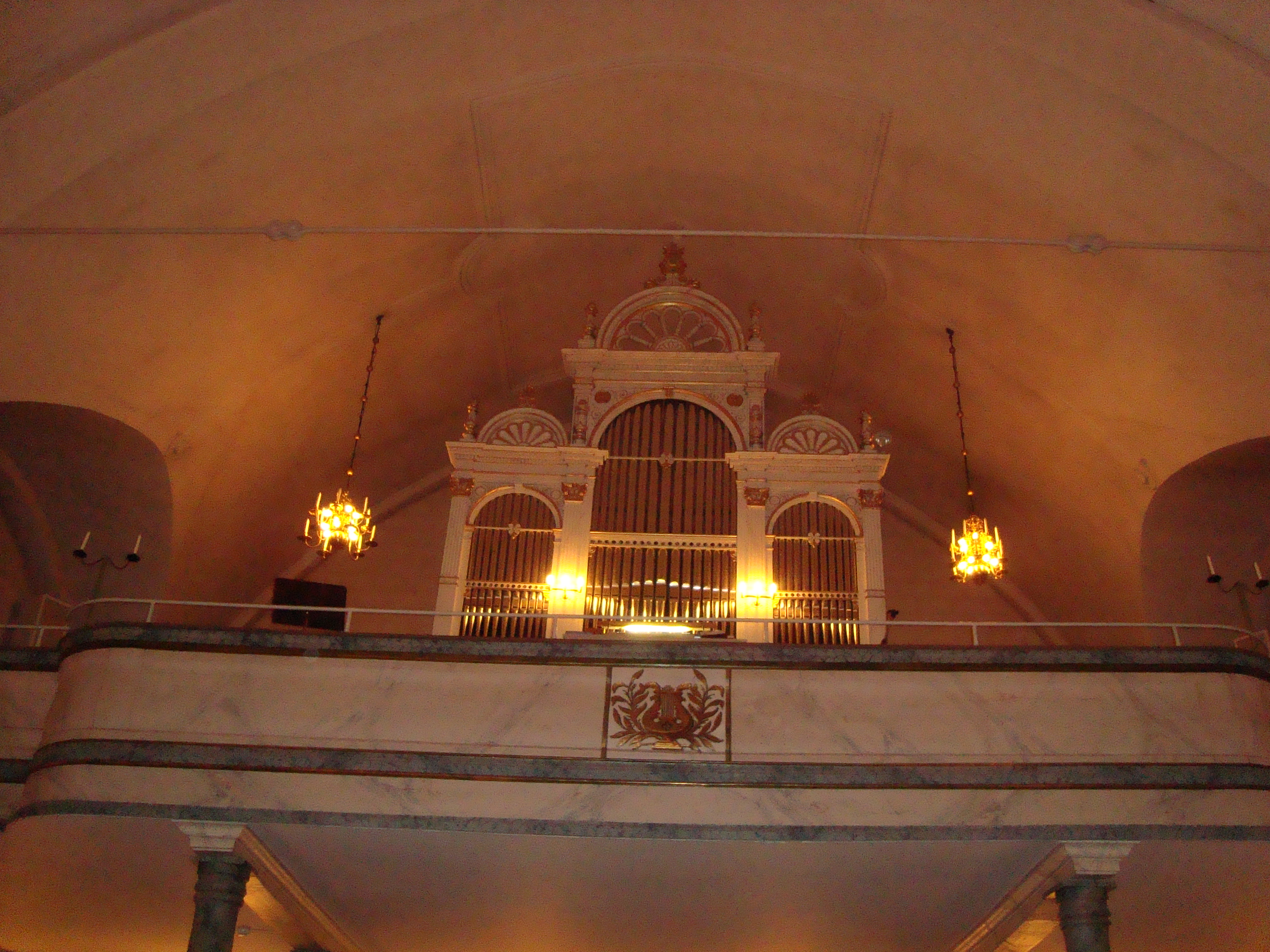
Orgelläktare

## Orgel
Den nuvarande orgeln är från 1947 och byggdes av firman Åkerman och Lund Orgelbyggeri AB. Fasaden är från 1885. 1993 införskaffades även en digitalorgel av märket Allen.
| Man I. Huvudverk | Man II. Positiv (sv) | Man III: Svällverk | Pedal                         |
| ---------------- | -------------------- | ------------------ | ----------------------------- |
| Principal 16'    | Flûte harmonique 8'  | Gedackt 16'        | Kontrabas 16'                 |
| Principal 8'     | Gedackt 8'           | Principal 8'       | Subbas 16'                    |
| Gamba 8'         | Principal 4'         | Rörflöjt 8'        | Gedacktbas 16' (transmission) |
| Flöjt 8'         | Flöjt 4'             | Salicional 8'      | Oktavbas 8'                   |
| Oktava 4'        | Blockflöjt 2'        | Voix céleste 8'    | Borduna 8' (transmission)     |
| Hålflöjt 4'      | Larigot 1 1/3'       | Principal 4'       | Oktava 4'                     |
| Kvint 2 2/3'     | Mixtur 4-5 chor      | Gemshorn 4'        | Bachflöjt 2'                  |
| Oktava 2'        | Dulcian 8'           | Gemskvint 2 2/3'   | Basun 16'                     |
| Mixtur 4-7 chor  | Tremulant            | Waldflöjt 2'       | Trumpet 4'                    |
| Cornett 3-4 chor |                      | Scharf 4-6 chor    |                               |
| Trumpet 8'       |                      | Oboe 8'            |                               |
|                  |                      | Tremulant          |                               |

### Diskografi
Inspelningar av musik framförd på kyrkans orglar.
- Remembrance / Jonth, Margareta, sopran ; Wickman, Putte, klarinett ; Lindberg, Nils, orgel. LP. Bluebell of Sweden Bell 195. 1985.
- With malice toward none / Krog, Karin, sång ; Lindberg, Nils, orgel. LP. Bluebell of Sweden Bell 115. 1980.